# Colle del Telegrafo
Colle del Telegrafo este o arie protejată (arie specială de conservare — SAC, sit de importanță comunitară — SCI) din Italia întinsă pe o suprafață de 376 ha, integral pe uscat.

## Localizare
Centrul sitului Colle del Telegrafo este situat la coordonatele 39°06′53″N 16°36′38″E / 39.114722°N 16.610556°E.

## Înființare
Situl Colle del Telegrafo a fost declarat sit de importanță comunitară în septembrie 1995 pentru a proteja 5 specii de animale. Situl a fost protejat și ca arie specială de conservare în aprilie 2016.

## Biodiversitate
Situată în ecoregiunea mediteraneană, aria protejată conține 9 habitate naturale: Păduri de pin (sub-) mediteraneene cu pini negri endemici, Formațiuni ierboase bogate în specii de Nardus, dezvoltate pe substraturi silicioase în zone montane (și în zone submontane, în Europa continentală), Pajiști cu Molinia pe soluri calcaroase, turboase sau argilos-nămoloase (Molinion caeruleae), Liziere de ierburi înalte hidrofile de câmpie și de nivel montan până la alpin, Păduri de fag din Apenini cu Abies alba și păduri de fag cu Abies nebrodensis, Păduri de Abies alba din Apeninii sudici, Cursuri de apă de la nivel de câmpie la nivel montan, cu vegetație Ranunculion fluitantis și Callitricho-Batrachion, Mlaștini turboase de tranziție și turbării mișcătoare, Pajiști uscate seminaturale și facies de acoperire cu tufișuri pe substraturi calcaroase (Festuco-Brometalia) (* situri importante pentru orhidee).
La baza desemnării sitului se află mai multe specii protejate:
- amfibieni (1): Bombina pachypus
- mamifere (3): liliac cârn (Barbastella barbastellus), lupul (Canis lupus), liliac comun (Myotis myotis)
- nevertebrate (1): Cucujus cinnaberinus

Pe lângă speciile protejate, pe teritoriul sitului au mai fost identificate 16 specii de plante, 6 specii de amfibieni, 5 specii de mamifere, 4 specii de nevertebrate, 3 specii de reptile.